# 成公 (杞)
成公（せいこう、生年不詳 - 紀元前637年）は、春秋時代の杞の君主。徳公の子。紀元前655年、徳公が死去すると、後を嗣いで杞国の君主となった。淮夷の侵攻に苦しみ、紀元前646年に諸侯の支援を得て縁陵に国を移した。紀元前637年11月、死去した。在位18年。